# Somebody to Love (песня Dong Bang Shin Ki)
«Somebody to Love»» — песня корейской поп-группы Dong Bang Shin Ki, выпущенная на дебютном японском сингле группы — «Stay with Me Tonight» (2005). Входит в альбом Heart, Mind and Soul.
Песня «Somebody to Love» является музыкальной темой закрывающих титров в телевизионном шоу Yarisugi Koji (ヤリすぎコージー).
Лучшая позиция в недельном топе Oricon: #14.
Количество проданных копий: 10 496 (в Японии), 24 413 (в Корее).

## Список композиций

### CD
1. «Somebody to Love»
2. 言葉はいらない (Kotoba wa Iranai/ Слова не нужны)
3. «Somebody to Love» (Acapella Version)
4. «Somebody to Love» (Less Vocal)
5. 言葉はいらない (Kotoba wa Iranai/ Слова не нужны) (Less Vocal)

### DVD
1. «Somebody to Love» (клип)
2. Интервью